# Свети Йоан Предтеча Вътрешни
„Свети Йоан Предтеча“ (на гръцки: Τιμίου Προδρόμου), е възрожденска православна църква в южномакедонския град Негуш (Науса), Егейска Македония, Гърция. Част е от енория „Свети Мина“ на Берската, Негушка и Камбанийска епархия. Наричана е и Йоан Предтеча Вътрешни (Μέσα Πρόδρομος), за да се различава от „Свети Йоан Предтеча Външни“.

## История
Храмът е разположен в центъра на града, близо до Лапевата гимназия и до „Свети Мина“. Построен е според по-късно поставения надпис над входа в 1715 година. Точната дата на изграждане на храма е неизвестна, но в него има много преносими икони, датирани от преди 1815 година. Църквата е единствената, която оцелява при разгрома на града в Негушкото въстание от 1822 година и в нея се укриват жените и децата. Църквата е метох на манастира „Свети Йоан Предтеча Външни“ и принадлежи на Воденската митрополия. В 1878 година негушани, начело с митрополит Прокопий Берски, насилствено завладяват храма. Църквата обаче официално е на Воденската митрополия до 1950 година. Оттогава до 1972 година е енорийски храм, след което става параклис на „Свети Мина“.

## Архитектура
Представлява трикорабна базилика с нартекс и открит трем на западната и южната страна. На изток завършва с тристранна апсида, украсена със слепи арки. Размерите на храма са 12,5 Χ 18 m, а площта с някои разширения е около 250 m2. Нартексът има Г-образна форма и е широк 4 m. На запад има женска църква, до която се стига по дървена стълба от пронаоса. Покривът е двускатен с керемиди. Зидарията е от варовик с ширина 1 m.

## Вътрешност
Амвонът е резбован и изрисуван амвон, владишкият трон също е резбован, а иконостасът е дървен. Иконите на иконостаса са от различни зографи и в различни стилове. Иконостасът завършва с резбовано разпятие и четири ангела, а отстрани има две икони на Света Богородица и на Свети Йоан Богослов. Под светата трапеза има резбован киворий. Единственият стенопис в храма е изображението на Възкресението в проскомидията, което датира от XIX век. Таванът на наоса е украсен. Много от преносимите икони са от ΧΙΧ век. На левия страничен вход на олтара иконата на Архангел Михаил носи подписа на Хадзинотас и дата 1906. На десния страничен вход е иконата на Христос Добрия пастир, дело на негушкия зограф Христодулос Матеу от 1925 година. На южната стена има изображение на платно от 1853 година с надпис ΧΓλιγόριος Ιωάννου, Προσκυνητής του Παναγίου και ζωοδόχου Τάφου.
На 2 октомври 1985 година църквата е обявена за защитен паметник.